# Układ kataklizmiczny

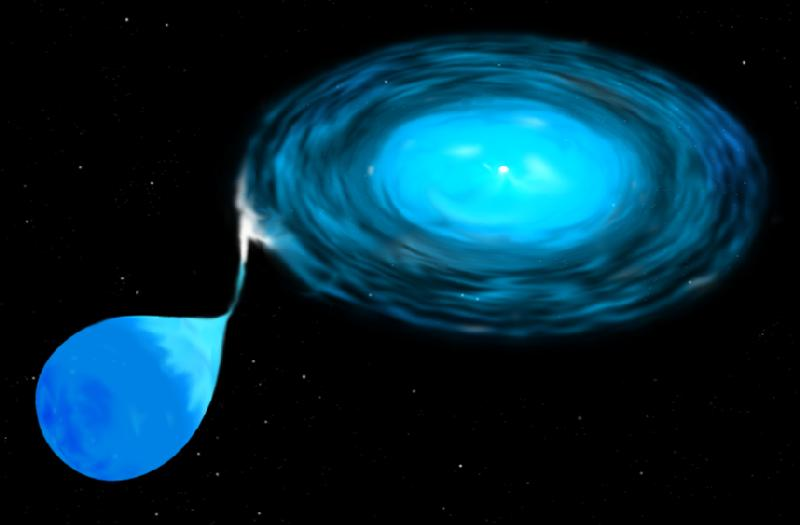
Artystyczna wizja układu kataklizmicznego

Układ kataklizmiczny, zmienna kataklizmiczna (ang. cataclysmic variable, CV) – ciasny układ podwójny gwiazd, składający się z masywniejszego białego karła oraz mniej masywnej gwiazdy ciągu głównego (gwiazdy podobnej do Słońca) lub gwiazdy nieco odewoluowanej (np. podolbrzyma).
Jeśli mniej masywna gwiazda całkowicie wypełnia swoją powierzchnię Roche’a, wówczas materia z atmosfery gwiazdy może przepływać w kierunku białego karła przez punkt Lagrange’a L1. Niezerowy moment pędu powoduje, że gaz nie opada od razu na powierzchnię białego karła, ale tworzy wokół niego dysk akrecyjny. Jeśli pole magnetyczne białego karła jest wystarczająco silne, dysk ten jest na pewnej wysokości rozrywany lub w ogóle nie może powstać (materia opada wówczas na bieguny magnetyczne białego karła tworząc tzw. kolumny akrecyjne). Niestabilność przepływu materii przez dysk akrecyjny jest przyczyną nagłych pojaśnień, obserwowanych w przypadku nowych karłowatych. W przypadku nowych klasycznych i nowych powrotnych obserwuje się znacznie silniejsze pojaśnienia określane jako wybuch gwiazdy nowej. Spowodowane są one zainicjowaniem reakcji termojądrowych wodoru na powierzchni białego karła (ponieważ materia znajduje się tam w stanie zdegenerowanym, to reakcje te zachodzą w sposób bardzo gwałtowny). Od tych właśnie wybuchów pochodzi nazwa „zmienne kataklizmiczne” (w rzeczywistości gwiazda nie ponosi w wyniku wybuchu żadnego większego uszczerbku). Charakterystyczną cechą wyróżniającą układy kataklizmiczne w okresie spokoju (między kolejnymi wybuchami) jest tzw. flickering, czyli zachodzące w sposób losowy i w bardzo krótkiej skali czasu zmiany jasności.

## Obserwacyjny podział zmiennych kataklizmicznych
Ze względu na charakter zmian jasności wydzielono:
- nowe klasyczne
- nowe powrotne
- nowe karłowate
- zmienne nowopodobne

## Fizyczny podział układów kataklizmicznych
Ze względu na natężenie pola magnetycznego białego karła wyróżnia się:
- układy niemagnetyczne (natężenie < 10 T), w których dysk akrecyjny sięga niemalże powierzchni białego karła
- polary pośrednie (natężenie pomiędzy 10 a 103 T), w których dysk akrecyjny jest przycięty na pewnej odległości od powierzchni białego karła (bardzo rzadkie, znanych jest kilkanaście takich obiektów np. DQ Herculis, V2467 Cygni)
- polary (natężenie > 103 T), w których nie ma dysku akrecyjnego, a materia bezpośrednio jest kierowana wzdłuż linii sił pola magnetycznego w stronę biegunów magnetycznych białego karła (np. AM Herculis)